# Kelurahan Cadika
Kelurahan Cadika is een bestuurslaag in het regentschap Bungo van de provincie Jambi, Indonesië. Kelurahan Cadika telt 6374 inwoners (volkstelling 2010).